# Liste der Kulturgüter in Mezzovico-Vira
Die Liste der Kulturgüter in Mezzovico-Vira enthält alle Objekte in der Gemeinde Mezzovico-Vira im Kanton Tessin, die gemäss der Haager Konvention zum Schutz von Kulturgut bei bewaffneten Konflikten, dem Bundesgesetz vom 20. Juni 2014 über den Schutz der Kulturgüter bei bewaffneten Konflikten sowie der Verordnung vom 29. Oktober 2014 über den Schutz der Kulturgüter bei bewaffneten Konflikten unter Schutz stehen.
Objekte der Kategorien A und B sind vollständig in der Liste enthalten, Objekte der Kategorie C fehlen zurzeit (Stand: 1. Januar 2023).

## Kulturgüter
| Foto |                                                                                                 | Objekt | Kat. | Typ | Standort                           | Beschreibung |
| ---- | ----------------------------------------------------------------------------------------------- | --- | ---- | --- | ---------------------------------- | ------------ |
| ja   | Datei hochladen · Wikidata zu Oratorium Sant’Ambrogio (Q29527421)                               | Oratorium Sant’Ambrogio / Oratorio di Sant’Ambrogio KGS-Nr.: 05603                                                              | A    | G   | Via Piazzén 715551 / 106242        |              |
| ja   | Datei hochladen · Wikidata zu Kirche San Mamete (Q3670975)                                      | Kirche San Mamete / Chiesa di San Mamete KGS-Nr.: 05604                                                                         | A    | G   | Via San Mamete 74 714699 / 105567  |              |
| BW   | Datei hochladen · Wikidata zu Mezzovico (Sant’Ambrogio), mittelalterliche Burgruine (Q29884535) | Mezzovico (Sant’Ambrogio), mittelalterliche Burgruine / Mezzovico (Sant’Ambrogio), ruderi del castello medievale KGS-Nr.: 12029 | A    | F   | Via Piazzén 715581 / 106295        |              |
| BW   | Datei hochladen · Wikidata zu Pfarrkirche Sant’Abbondio (Q29884533)                             | Pfarrkirche Sant’Abbondio / Chiesa parrochiale di Sant’Abbondio KGS-Nr.: 05605                                                  | B    | G   | Via alla Chiesa 26 714102 / 105113 |              |